# История на Румъния

## Етногенезис
Областите на днешна Румъния са обитавани няколко века преди новата ера от тракийските племена на даките и гетите, индоевропейски племена, отнасящи се към палеобалканската езикова група. През 106 г. Дакия е завзета от римския император Траян.
Румънските историци смятат, че румънският етнос е възникнал от смесването на даките с римските колонисти в Дакия и по долния Дунав през периода на римско владичество. Макар и точното място на възникването на процеса на романизация на местните племена да е донякъде оспорвано поради оскъдните данни, безспорен факт е, че съвременният румънски език принадлежи към романската езикова група, а румънският етнос възниква от контакта на палеобалканско романско със славянско и друго „варварско“ население. Румънският език показва значителна граматическа и лексическа близост с албански (реликт от палеобалканската езикова група), а многобройните заемки (днес до 14%) от славянските езици, и в частност българския език свидетелстват за продължителен и древен контакт на двата езика. Налице са също така гръцки, турски и унгарски влияния. 
Приетата в Румъния теза е, че етногенезисът на румънците се е състоял основно в Банат и Олтения, макар че румънски (и романски) езикови следи изобилстват и на юг от р. Дунав, на територията на България, Гърция и бивша Югославия. Население, говорещо румънски диалекти, има и днес на юг от р. Дунав – в Източна Сърбия и северозападна България и покрай Дунава и дори в северна Гърция (Пинд).
Това прави най-вероятна тезата, че румънският етнос се е формирал паралелно със създаване на влашка (впоследствие, след 1861 г., румънска) държава, като с времето и с държавната обособеност се е наложил езикът на романизираните потомци на даките.

## Средновековие
Историята на румънците до и през Средновековието е изпълнена за румънските историци с противоречия и неясноти, защото обратното би означавало да признаят, исторически установения факт, че в античността „румънски етнос“ не съществува, а след 681 г. територията и населението на днешна Румъния е неразделна част от Първото и Второто българско царство попадали за кратко или по-дълго под печенежко, унгарско, куманско или друго господство във времето когато българската държава е била унищожавана или се е разпадала и е била слаба.

### Създаване на първите княжества и османско владичество
Падането на България под византийска власт в началото на 11 век, и татарските нашествия през 13 век, довеждат до силното отслабване на средновековна Унгария и България и властта им в териториите между Дунав и Карпатите и на север от Карпатите. Така през 14 век се обосовяват княжествата Молдова и Влахия. В княжествата до средата на 19 век ползуваната азбука е кирилицата, а официалният административен и църковен език е българският до 16 век, когато започва да се замества от влашки, като до 1861 древната, вулгарна латинска лексика в писмения румънски език език си остава само около 20%, а остатъкът са думи производни или заемки от български, и малко гръцки, унгарски, турски или албански. Заддунавско Влашко не бива да се смесва с областта Велика Влахия в Тесалия или Малка Влахия в Етолия в Гърция.
През 15 век – 16 век двете княжества попадат под властта на Османската империя, но запазват известна вътрешна самостоятелност. След разгрома на Унгария в битката при Мохач през 1526 г., до 1690 г. под османско влияние като васално княжество попада и Трансилвания.
Сред румънските князе от това време изтъкнати и признати румънски национални герои са Мирчо Стари (Mircea cel Batrân, 1386 – 1418), Михайл Смелият (Mihai Viteazul, 1593 – 1601) във Влашко и Александър Добрият (Alexandru cel Bun, 1400 – 1432) и Стефан Велики (Stefan cel Mare, 1457 – 1504) в Молдова. През 18 век Високата порта засилва влиянието си в двете княжества като започва да назначава князете им директно, по одобрение от турския султан. Тъй като князете биват избирани изсред цариградските гърци от Фенер, този период се нарича „Фанариотски режим“. Изпращането на гърци за владетели в двете княжества се оказва неблагоприятно за развитието им и в крайна сметка засилва руското влияние в тях.

### Влияние на Великите сили
След западането на турската сила през 18 – 19 век, двете княжества се оказват във фокуса на противоречивите интереси на Австро-Унгария и Русия. В края на 17 и началото на 18 век Австрия отвоюва територията на Унгария от Висока порта и възстановява формално Унгарското кралство. Започва заселването на Банат с многобройни, основно немскоезични, католически колонисти. През 1690 г. Хабсбургите поемат управлението и над Трансилвания (унг. Erdély, нем. Siebenbürgen, бълг. Седмоградско, рум. Ardeal или Transilvania), която в средновековието е традиционно унгарска, но е населена също така с румънци, саксонци и дори българи (трансилвански или седмоградски българи, асимилирани окончателно към 18 век). Това предопределя немско-унгарското културно влияние в тези краища до 1920 г.
Останалите части от сегашна Румъния до втората половина на 19 век остават зависими от Османската империя. През 1859 г. Александру Йоан Куза е избран за княз и на Влашко, и на Молдова, и на 24 декември 1861 г. обявява тяхното обединение в една държава, наречена Румъния, която запазва васалното си положение спрямо Османската империя. Обаче, заради провежданите реформи Александру Йоан Куза е принуден от болярите и либералите да абдикира.

## Кралство Румъния

### Независимост и управление на Карол I
Истинска независимост Румъния постига обаче едва по времето на Карл фон Хоенцолерн Зигмаринген, известен като крал Карол I (управлявал от 1881 до 1914 г.). Създаването на кралство Румъния е обявено на 10 май 1877 г., в хода на подготовката на Руско-турската война 1877 – 1878 г., признато от Османската империя със Сан-Стефанския мирен договор от 19 февруари / 3 март 1878 г., и е потвърдено на Берлинския конгрес през същата 1878 г. В резултат на войната Русия, за да получи излаз и пристанище на р. Дунав, отнема и присъединява румънски земи в Молдова (Бесарабия), а на Румъния като компенсация дава българската Северна Добруджа (справедливостта задължава да признаем достойното поведение на тогавашния румънски парламент: много от депутатите са се изказали против тази замяна, наложена от Руската империя, и са предвидили бъдещи проблеми със съседна България).
В годините на Българското Възраждане и борба за национално освобождение през 19 век Румъния става център на българската емиграция, бореща се за национално освобождение, която е оставена да действа без намесата, т.е. при фактическото благоволение на румънските власти, за разлика от отношението на Сръбското княжество към българската националосвободителна емиграция.
Румъния участва като съюзник на Русия в Руско-турската война (1877 – 1878) и в Освобождението на България от османско владичество.
Румънската армия се изявява особено активно в боевете при обсадата на Плевен. На 28 ноември / 10 декември 1877 г. командващият обсадената Западна османска армия, Осман паша се предава и на румънския генерал Чернат. 
По-късно противоречията с Русия и отпорът спрямо руския империализъм тласкат Румъния към сближение с Австро-Унгария и Германската империя.
Със Санстефанския мирен договор, за да си осигури излаз на р. Дунав, Русия анексира Бесарабия и като компенсация за това и за участието на Румъния в Руско-турската война 1877 – 1878 г., определя за Румънската държава Северна Добруджа, населена изключително с българи. Южната част на Бесарабия, която е предадена на Молдова с Парижкия мир през 1856 г., е върната на Русия. Първоначално румънската държава не е била съгласна с тази замяна на територии. По-късно Румъния не се задоволява с придобиването на Северна Добруджа и по време на Балканските войни 1912 – 1913 г., се възползва от затрудненото положение на България за да откъсне още български територии. В Балканската война тя принуждава България да ѝ отстъпи град Силистра срещу задължението си да запази неутралитет, което тя вероломно нарушава и напада България в Междусъюзническата война. Румънците навлизат дълбоко в страната тъй като срещу тях, осланяйки се на договора, няма нито един български войник и въпреки сразяването на гръцката и части от сръбската армии от българите, България губи войната и цяла Добруджа попада под румънска власт.

### Първа световна война
Румъния участва в периода 1916 – 1918 г. в Първата световна война на страната на Антантата. Въпреки руската помощ румънската армия е разбита от германски, български - основно, австро-унгарски и турски части. По-голямата част от територията на страната е заета от войските на Централните сили, а в Букурещ е съставено правителство, което подписва мирен договор с Централните сили. Въпреки това, благодарение крайната победа на Антантата и последвалите мирни договори Румъния присъединява области от Руската империя (Бесарабия) и Австро-Унгария (Трансилвания и областите на градовете Арад, Орадя и Сату Маре, две трети от Банат и южната част на Буковина), освен това се запазва румънската власт в Южна Добруджа, присъединена от България през 1913 г. Територията и населението на Румъния се удвояват, но Румъния става от относително национално-единна държава в многонационална държава.

### Междувоенен период
През 1920 г. по официална румънска статистика около 24% от населението на Румъния не е от румънска националност, при което българи, унгарци, немци, евреи и украинци образуват най-големите малцинства. Принципът на самоопределението е изместен от принципа на демографското (румънско) мнозинство, но без допитване до населението, без да се обръща внимание на естествените икономически граници или разпределението по етнически населени места. За разлика от Югославия където се залага предимно на насилието, тук българите и другите малцинства са подложени на добре пресметната асимилационна политика съчетаваща репресии, културна с икономическа експанзия и заселване на румънски колонисти в новите райони. Така, през 1920 г. се поставят основите за по-късните етнически конфликти и противопоставяния с Унгария и България, които остават да тлеят десетилетия по-късно.
Както и други страни в Европа, във времето между двете световни войни Румъния страда от политическа нестабилност. През 1925 г. Принц Карол е принуден да абдикира и Михай I поема управлението. Карол II се завръща през 1930 г. и управлява до 1940 г. Отначало се присъединява към „Малката Антанта“, но през 1934 г. по икономически причини окончателно избира хитлеристкия Трети райх.
В края на юни 1940 г. Съветският съюз поставя на Румъния ултиматум незабавно да се изтегли от Северна Буковина и Бесарабия. Възползвайки се от това, своите интереси заявяват и България и Унгария, като България иска изтегляне на румънските власти от Южна Добруджа, а Унгария – от Северна и Централна Трансилвания.
Тъй като войната е неизбежна, под „протекцията“ на Третия Райх на 30 август 1940 г. се сключва споразумение във Виена, с което Румъния връща на Унгария северната част на Трансилвания, на България връща Южна Добруджа, а вследствие на пакта Молотов-Рибентроп Северна Буковина и Бесарабия предава на СССР, незабавно заети от съветските войски.
За да спре пълния колапс на румънската държавност Карол II е принуден да приеме тези условия, но не може да управлява повече. Така министърът на войната Йон Антонеску става на 4 септември 1940 г. министър-председател, а на 6 септември 1940 г. Карол II заминава в изгнание. Изборът на Антонеску е единствено възможен, за да се възпре Желязната гвардия да завземе властта.
Раздвоена, Румъния търси сила, към която да се присъедини. Англия отказва и тогава румънското правителство сключва пакт с Хитлер и влиза в Оста Рим-Берлин-Токио. Сталин протестира, но без военни последствия.

### Втора световна война
През Втората световна война Румъния се бие на страната на Третия райх. В 1941 г. войските ѝ се присъединяват към германския поход срещу СССР. С германското настъпление Бесарабия отново е върната към Румъния, под чиято окупация попада дори Одеса. Евреите и циганите са подложени на преследвания от румънската „Желязна гвардия“ и немските SS. Румънски войски участват на страната на Германия и в битката при Сталинград.
В заетите територии са създадени две нови провинции: Бесарабия, в която влизат дясното крайбрежие на бившата Молдавска ССР, с части Одеска и Черновицка област на УССР и Транснистрия, в която влизат лявото крайбрежие на река Днестр (на румънски Нистру) на бившата Молдавска ССР, с части Одеска, Николаевска и Винницка области УССР.
На 20 август 1944 г. започва лятната офанзива на Червената армия под кодовото име Яшко-Кишиневска операция. На 23 август 1944 г. в битката на моста за Бъняса немската армия е отбита от румънската армия и губи напълно достъпа до румънския нефт. Това принуждава немската армия да ускори изтеглянето от страната, за да не бъде изолирана на Балканите.
Румъния е единствената държава освен Германия, която предприема самостоятелно унищожаване на евреи. Избитите евреи са 300 000, за което през 1946 г. диктаторът Йон Антонеску е обесен като военнопрестъпник.

## Социалистическа Румъния
След края на Втората световна война Бесарабия отново е присъединена към СССР като Молдавска ССР. В Бесарабия Сталин прилага същата рецепта, както Тито в Македония, и под названието „молдавски език“ е въведен местният румънски диалект с кирилска писменост. Южната част на Бесарабия, (Буджак), след Втората световна война е придадена към Украинската ССР с което се запазва излаза на СССР на делтата на река Дунав.

### Преход към комунизма
На 10 декември 1947 г. всички буржоазни партии са забранени, а монархът е изпратен в изгнание. Румънската комунистическа партия (РКП), която преди войната е без никакъв потенциал, е принудително обединена със социалдемократите и завзема властта. Ръководителят на РКП Георге Георгиу-Деж се обявява за румънския Сталин. Икономиката на държавата е подложена на национализация и колективизация.
През пост-сталинистката епоха, през '60-те години, Румъния преживява известна консолидация и фаза на относителна икономическа и политическа либералност.

### Чаушеску взема властта
През март 1965 г. Чаушеску става президент. С присъщата му мегаломания той възнамерява да направи от Румъния „Велика сила“.
С чуждестранни кредити се опитва да постигне прекомерна индустриализация. Въведен е закон за поощряване на многодетните семейства и забрана на абортите, който трябва да повиши броя на населението. Болните и сакати деца са отвеждани в специални домове. Програмата за „систематизиране на селата“ предвиждала около 8000 села да бъдат унищожени, а населението им да бъде преместено в т.нар. "агро-индустриални центрове”. Целта е „ефективно използване на аграрните площи“. Желаният страничен ефект е унищожаване на културното и етническо многообразие на различните региони. През 1967 г. Румъния се отклонява от задълженията си като член на Варшавския договор и не участва в окупацията на Чехословакия наложено от СССР,

### Стопански упадък
Неефективната стопанска политика довежда през 70-те години страната до банкрут. През 1981 г. Румъния е определена като некредитоспособна. Страната изнася всичко, което е възможно като оставя населението без елементарни продоволствени средства за живот. Същевременно в обществото е въведен абсолютен култ към личността на Чаушеску и членовете на семейството му. Тоталитарната система се поддържа от румънската Държавна сигурност – Секуритате, с помощта на репресии и тотален шпионаж. Румъния изплаща външния си дълг и през 1989 г., на партиен конгрес Чаушеску е обявен за „Герой на Карпатите“.

### Началото на революцията
След падането на „Берлинската стена“ през 1989 г. в бивша ГДР и промените в страните от бившия Източен блок, първо в Тимишоара, а по-късно и в Букурещ избухват демонстрации за повече свобода и демокрация. Диктаторът Чаушеску и жена му Елена са принудени да бягат. На 25 декември 1989 г. те са заловени, осъдени набързо от т.нар. „военен съд“ и разстреляни.

### Интеграция в евроатлантическите структури
Румъния е член на ЕС от 2007 г. и на НАТО от 2004 г., и е една от малкото страни в Европейския съюз (редом с Испания, Словакия, Гърция и Кипър) непризнаващи независимостта на Косово поради страх от отцепване на малцинствата на нейна територия, аналогично на това в Югоизточна Европа по време на Втората световна война. На територията на страната има военни бази на САЩ. Румънски войски участват във войните в Ирак и Афганистан заедно със САЩ.